# Solpuga bechuanica
Solpuga bechuanica es una especie de arácnido  del orden Solifugae de la familia Solpugidae.

## Distribución geográfica
Se distribuye por Botsuana y Namibia.